# Corticaria bella
Corticaria bella là một loài bọ cánh cứng trong họ Latridiidae. Loài này được Redtenbacher miêu tả khoa học năm 1849.